# Choni (plaats)
Choni (Georgisch: ხონი) is een stad in het westen van Georgië met 7.756 inwoners (2024), gelegen in de regio (mchare) Imereti. Choni is het bestuurlijk centrum van de gelijknamige gemeente. De stad is gesitueerd in het Colchis-laagland op 120 meter boven zeeniveau. Choni ligt 260 kilometer ten noordwesten van hoofdstad Tbilisi en 25 kilometer van regiohoofdstad Koetaisi.

## Geschiedenis
Het gebied rond Choni is al sinds de oudheid bewoond en behoorde tot het koninkrijk Colchis. Choni lag in de middeleeuwen aan een belangrijke handelsroute tussen Iberië en de Zwarte Zee via Colchis. De Sint Joriskerk in Choni werd in de 11e eeuw gebouwd, de eerste periode van het Georgisch feodalisme. Rond deze kerk ontstond de nederzetting Choni en in 1529 werd Choni een bisschoppelijk centrum, wat de ontwikkeling een impuls gaf.

### Ontwikkeling in 19e eeuw
Pas in de tweede helft van de 19e eeuw kwam Choni echt tot ontwikkeling, toen het onder Russisch gezag het bestuurlijk centrum werd van een van de gemeentelijk districten (oetsjastok) in het gouvernement Koetais. Er kwam een tabaksmarkt, waar ook andere landbouwproducten en ambachtelijke producten werden verkocht. In de 19e eeuw groeide Choni uit tot een van de belangrijkste industriële handelsplaatsen van Imereti. Er werd aan houtverwerking gedaan, er was een tegelfabriek, en naast vele ambachtelijke werkplaatsen en smederijen ontwikkelde zich ook zijde-industrie en werd Choni een belangrijks productiecentrum voor zijdedraad en garen in Georgië. In 1921 werd Choni als stad erkend.
Onder het Sovjetregime werd Choni in 1930 het bestuurlijk centrum van het district Choni en bleef de stad een belangrijk productiecentrum. Naast de zijdeproductie kwamen er ook een theefabriek en verpakkingsfabriek. Op onderwijsgebied kwam er een hogeschool van Mechanisatie en Elektrificatie van Landbouw. In 1936 werd de stad vernoemd naar de revolutionair Alexander Tsoeloekidze (1876-1905) die in Choni geboren was en er in 1905 begraven werd. Tijdens de de-sovjetisering van toponiemen in 1990 werd de naam Choni weer teruggegeven.

### In onafhankelijk Georgië
Choni is sinds de onafhankelijkheid van Georgië een onopvallend provinciestadje. Op de laatste dag van de Russisch-Georgische Oorlog in 2008 braken tot 150 gevangenen uit een zwaar beveiligde gevangenis.

## Demografie
Begin 2024 had Choni 7.756 inwoners, een daling van 14% sinds de volkstelling van 2014. De bevolking van Choni bestond in 2014 op enkele tientallen inwoners na geheel uit Georgiërs (99,7%).
| Aantal                                                           | 9.347 | 9.801 | 10.793 | 11.347 | 14.549 | 14.425 | 11.315 | 8.987 | 8.401 | 7.756 |
| Verantwoording data: Bevolkingsstatistiek Georgië 1897 tot heden |       |       |        |        |        |        |        |       |       |       |

## Bezienswaardigheden

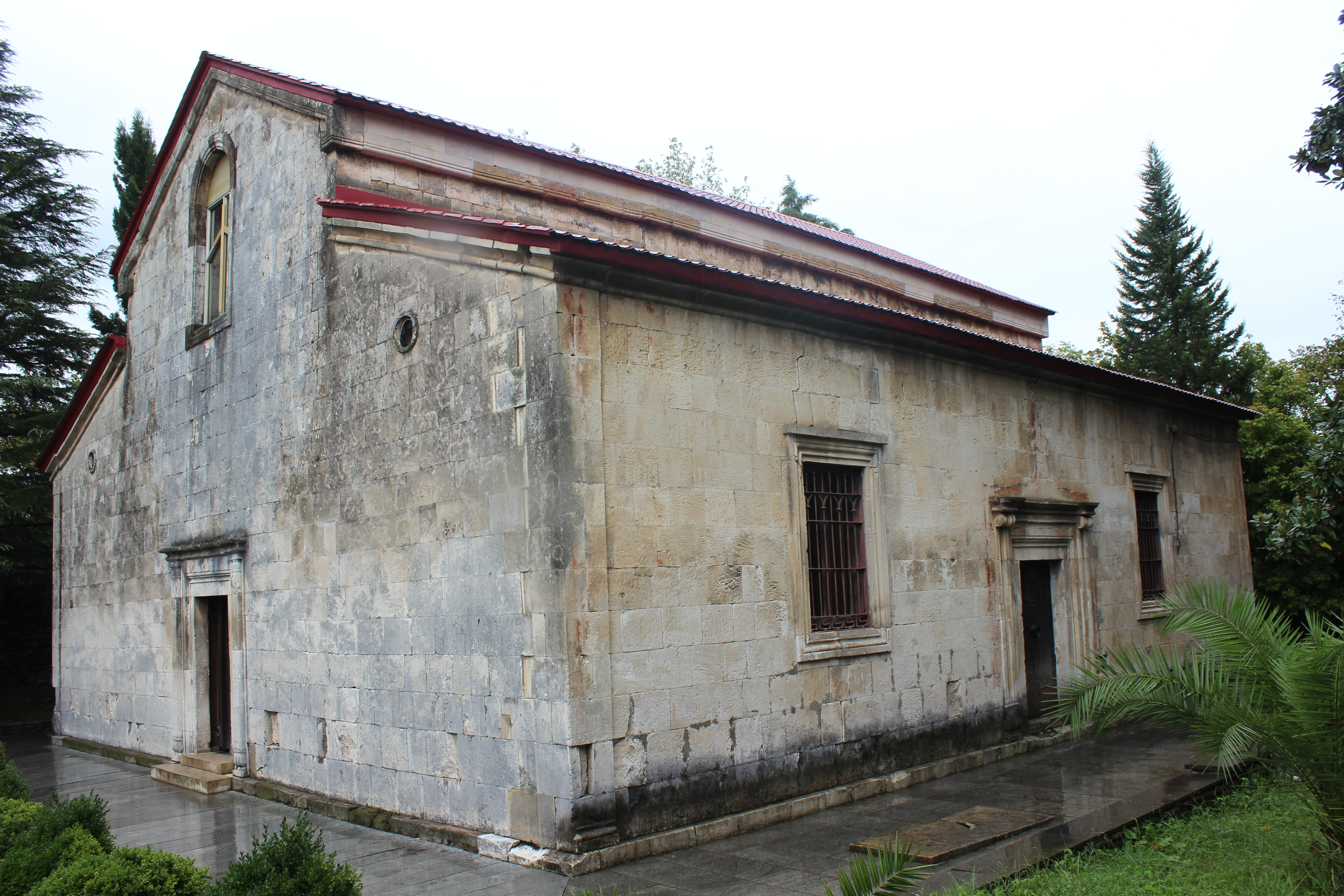
Sint Joriskerk

- Sint Joriskerk uit de 11e eeuw, gelegen in het centrum van Choni naast het stadsparkje.[3]

## Vervoer
In het centrum van Choni kruisen de belangrijkste regionale en gemeentelijke wegen uit alle vier windstreken. De nationale route Sh12 verbindt het gemeentelijk centrum met Samtredia, waar de dichtstbijzijnde autosnelweg is alsook in oostelijk richting met regiohoofdstad Koetaisi en Tskaltoebo via de Sh52. De Sh53 verbindt Choni met het centrum van buurgemeente Martvili, terwijl de Sh5 naar het platteland van Samegrelo-Zemo Svaneti en de stad Senaki leidt.

## Stedenbanden
Choni onderhoudt stedenbanden met:
- Andrychów, Polen (sinds 2017)
- Boschi Sant'Anna, Veneto, Italië (sinds 2008)
- Izjoem, Oblast Charkiv, Oekraïne (sinds 2018)
- Tukumu, Letland (sinds 2019)

## Geboren
- Alexander "Sasha" Tsoeloekidze (1876-1905), Georgisch marxistisch revolutionair uit een adellijke familie. Begin 20e eeuw werkte hij nauw samen met Iosif Dzjoegasjvili (Stalin). In 1905 werd hij gearresteerd in Koetaisi en overleed in gevangenschap aan tuberculose.[13][14]
- Zviad Izoria (1984), schaak grootmeester. Sinds 2013 spelend voor de Verenigde Staten.